# Coupe du monde de tir de l'ISSF 2015
Navigation
Édition précédente Édition suivante
La Coupe du monde de tir de l'ISSF 2015 est la trentième édition annuelle de la Coupe du monde organisée par l'ISSF (Fédération internationale de tir sportif).
Elle regroupe toutes les épreuves figurant au programme olympique. 
Quatre compétitions de qualification ont lieu entre mars et août pour chacune des armes (carabine, pistolet et fusil de chasse) et les meilleurs tireurs sont qualifiés pour les finales en septembre et octobre.

## Calendrier
| Dates                      | Lieu         | Pays                | Carabine | Pistolet | Fusil de chasse |
| -------------------------- | ------------ | ------------------- | -------- | -------- | --------------- |
| 28 février au 10 mars      | Acapulco     | Mexique             |          |          | ✔               |
| 19 au 29 mars              | Al Ain       | Émirats arabes unis |          |          | ✔               |
| 8 au 16 avril              | Changwon     | Corée du Sud        | ✔        | ✔        |                 |
| 24 avril au 4 mai          | Larnaca      | Chypre              |          |          | ✔               |
| 11 au 19 mai               | Fort Benning | États-Unis          | ✔        | ✔        |                 |
| 26 mai au 2 juin           | Munich       | Allemagne           | ✔        | ✔        |                 |
| 6 au 18 août               | Gabala       | Azerbaïdjan         | ✔        | ✔        | ✔               |
| 1 au 7 septembre (Finales) | Munich       | Allemagne           | ✔        | ✔        |                 |
| 15 au 21 octobre (Finales) | Nicosie      | Chypre              |          |          | ✔               |

## Résultats

### Fusil de chasse masculin
| Trap                   | Trap                   | Double Trap        | Double Trap       | Skeet                  | Skeet                  |
| Acapulco (2 et 3 mars) | Acapulco (2 et 3 mars) | Acapulco (5 mars)  | Acapulco (5 mars) | Acapulco (8 et 9 mars) | Acapulco (8 et 9 mars) |
| ---------------------- | ---------------------- | ------------------ | ----------------- | ---------------------- | ---------------------- |
| Médaille d'or          | Massimo Fabbrizi       | Médaille d'or      | Jeffrey Holguin   | Médaille d'or          | Vincent Hancock        |
| Médaille d'argent      | Michael Diamond        | Médaille d'argent  | Hu Binyuan        | Médaille d'argent      | Valerio Luchini        |
| Médaille de bronze     | Manavjit Singh Sandhu  | Médaille de bronze | Derek Haldeman    | Médaille de bronze     | Riccardo Filippelli    |
| Al Ain                 | Al Ain                 | Al Ain             | Al Ain            | Al Ain                 | Al Ain                 |
| Médaille d'or          |                        | Médaille d'or      |                   | Médaille d'or          |                        |
| Médaille d'argent      |                        | Médaille d'argent  |                   | Médaille d'argent      |                        |
| Médaille de bronze     |                        | Médaille de bronze |                   | Médaille de bronze     |                        |
| Larnaca                | Larnaca                | Larnaca            | Larnaca           | Larnaca                | Larnaca                |
| Médaille d'or          |                        | Médaille d'or      |                   | Médaille d'or          |                        |
| Médaille d'argent      |                        | Médaille d'argent  |                   | Médaille d'argent      |                        |
| Médaille de bronze     |                        | Médaille de bronze |                   | Médaille de bronze     |                        |
| Gabala                 | Gabala                 | Gabala             | Gabala            | Gabala                 | Gabala                 |
| Médaille d'or          |                        | Médaille d'or      |                   | Médaille d'or          |                        |
| Médaille d'argent      |                        | Médaille d'argent  |                   | Médaille d'argent      |                        |
| Médaille de bronze     |                        | Médaille de bronze |                   | Médaille de bronze     |                        |
| Finale : Nicosie       | Finale : Nicosie       | Finale : Nicosie   | Finale : Nicosie  | Finale : Nicosie       | Finale : Nicosie       |
| Médaille d'or          |                        | Médaille d'or      |                   | Médaille d'or          |                        |
| Médaille d'argent      |                        | Médaille d'argent  |                   | Médaille d'argent      |                        |
| Médaille de bronze     |                        | Médaille de bronze |                   | Médaille de bronze     |                        |

### Fusil de chasse féminin
| Trap               | Trap                  | Skeet              | Skeet             |
| Acapulco (2 mars)  | Acapulco (2 mars)     | Acapulco (8 mars)  | Acapulco (8 mars) |
| ------------------ | --------------------- | ------------------ | ----------------- |
| Médaille d'or      | Corey Cogdell         | Médaille d'or      | Kimberly Rhode    |
| Médaille d'argent  | Laetisha Scanlan      | Médaille d'argent  | Caitlin Connor    |
| Médaille de bronze | Natalie Ellen Crooney | Médaille de bronze | Wei Meng          |
| Al Ain             | Al Ain                | Al Ain             | Al Ain            |
| Médaille d'or      |                       | Médaille d'or      |                   |
| Médaille d'argent  |                       | Médaille d'argent  |                   |
| Médaille de bronze |                       | Médaille de bronze |                   |
| Larnaca            | Larnaca               | Larnaca            | Larnaca           |
| Médaille d'or      |                       | Médaille d'or      |                   |
| Médaille d'argent  |                       | Médaille d'argent  |                   |
| Médaille de bronze |                       | Médaille de bronze |                   |
| Gabala             | Gabala                | Gabala             | Gabala            |
| Médaille d'or      |                       | Médaille d'or      |                   |
| Médaille d'argent  |                       | Médaille d'argent  |                   |
| Médaille de bronze |                       | Médaille de bronze |                   |
| Finale : Nicosie   | Finale : Nicosie      | Finale : Nicosie   | Finale : Nicosie  |
| Médaille d'or      |                       | Médaille d'or      |                   |
| Médaille d'argent  |                       | Médaille d'argent  |                   |
| Médaille de bronze |                       | Médaille de bronze |                   |